# Canápolis (Minas Gerais)
Pour les articles homonymes, voir Canápolis.
Canápolis est une municipalité brésilienne de l'État du Minas Gerais et la microrégion d'Uberlândia.